# يوريا-فورمالدهيد

تمثيل محتمل لبينة راتنج يوريا-فورمالدهيد

يوريا-فورمالدهيد هو نوع من الراتنجات (ريزينات) أو اللدائن الصلبة بالحرارة التي تصنع عن طريق تفاعل تكاثف بين اليوريا والفورمالدهيد (الميثانال)، ثم تجرى على السلاسل عملية تشابك لاحقة.
تستخدم راتنجات اليوريا-فورمالدهيد في صناعة اللواصق وكذلك في تحضير ألواح الخشب الليفي متوسط الكثافة؛ بالإضافة إلى العديد من التطبيقات الصناعية الهامة.

## الخواص
تكون راتنجات اليوريا-فورمالدهيد غير شفافة وهي ذات مرونة ومقاومة شد جيدة.

## التشكل
يحدث تفاعل التشكل وفق الخطوات التالية: يجرى أولاً إضافة الأمونيا إلى محلول الفورمالدهيد (إضافة مجموعات هيدروكسي ميثيل). ثم بعد ذلك يحدث تفاعل تكاثف بعد إضافة حمض أو ملح حمضي مثل كبريتات الأمونيوم. يمكن إيقاف التفاعل الأخير برفع pH الوسط بإضافة قلوي ثم بضبط النسبة بين اليوريا والفورمالدهيد وبضبط الكثافة بالتحكم بمقدار جزيئات الماء الخارجة بعملية التسخين.